# Semalie Fotu
Semalie Telavaha Fotu (17 oktober 1984) is een Tuvaluaans voetballer die uitkomt voor Lakena United.
In 2008 deed Semalie met het Tuvaluaans zaalvoetbalteam mee, bij de Oceanian Futsal Championship 2008. In 2011 deed hij met het nationaal Rugby team mee bij de Pacific Games.